# موسسه پرنده‌شناسی میدانی ادوارد گری

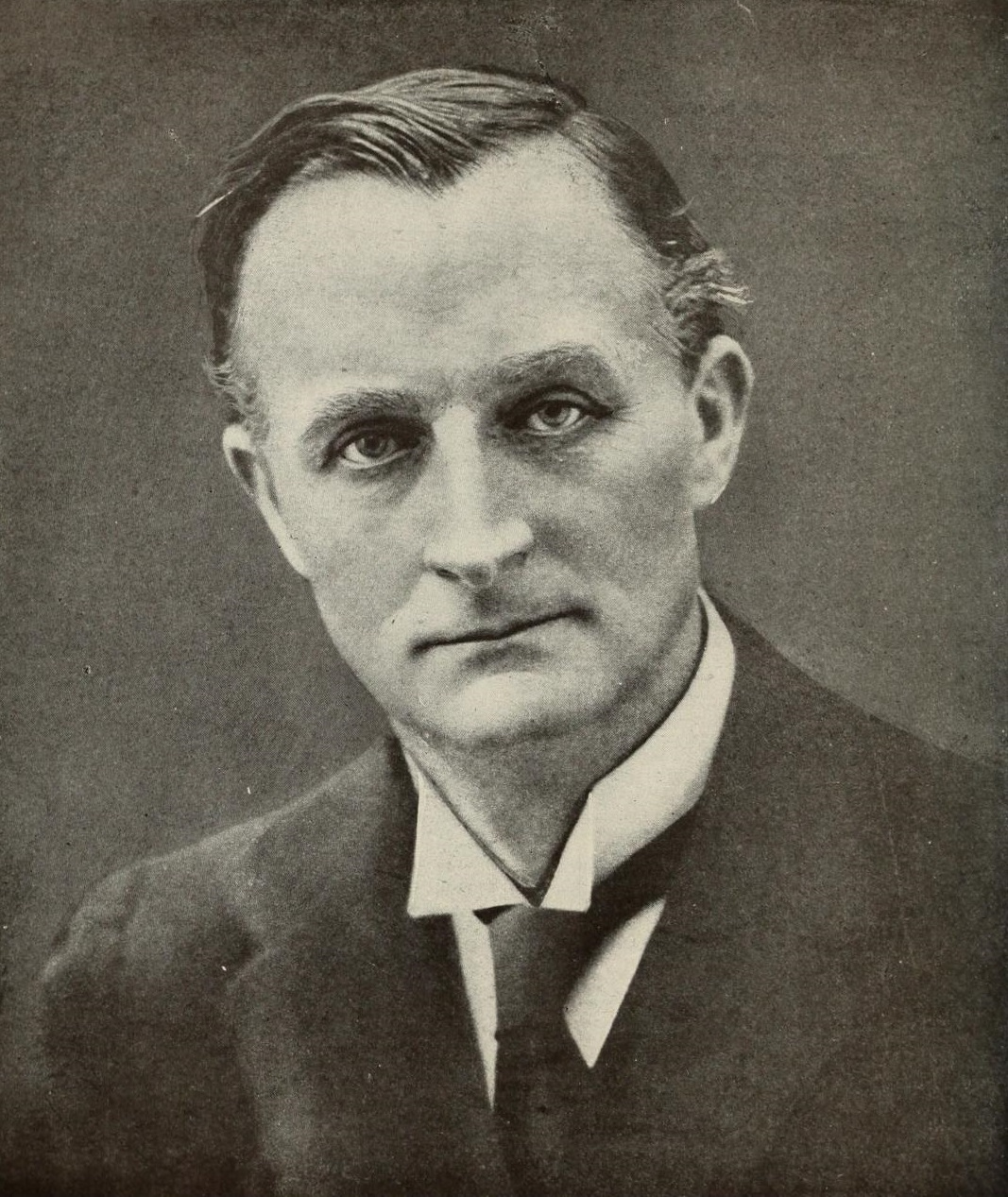
ادوارد گری، نخستین ویسکونت گری از فالودون، که موسسه ادوارد گری به نام او نام‌گذاری شده‌است.

مؤسسه پرنده‌شناسی میدانی ادوارد گری (به انگلیسی: Edward Grey Institute of Field Ornithology)، در دانشگاه آکسفورد در انگلستان، یک نهاد دانشگاهی است که پژوهش‌هایی را در زمینهٔ پرنده‌شناسی و حوزه کلی بوم‌شناسی فرگشتی و زیست‌شناسی حفاظتی با تأکید بر درک موجودات در محیط‌های طبیعی انجام می‌دهد. این نام به افتخار ادوارد گری، نخستین ویسکونت گری از فالودون، سیاستمدار و پرنده‌شناس برجسته، و بخشی از گروه جانورشناسی در دانشگاه آکسفورد است.
این موسسه «کتابخانه اسکندر» را در خود جای داده‌است که بهترین کتابخانه پرنده‌شناسی در اروپا و یکی از بهترین کتابخانه‌های جهان است که به نام دبلیو. بی. آلکساندر نام‌گذاری شده‌است.